# Lazaro Cardenas
Lázaro Cárdenas del Rio (21. svibnja 1895. – 19. listopada 1970.), legendarni meksički političar i državnik, 8. post-revolucionarni predsjednik Meksika i 44. od neovisnosti.

## Životopis

### Rani život i karijera
Lázaro Cardenas je rođen 21. svibnja 1895. godine u obitelji iz niže srednje klase u selu Jiquilpin, država Michoacán. Bez oca je ostao vrlo rano, pa je u 11. godini prekinuo obrazovanje, a od 16. je uzdržavao majku i sedmero braće i sestara.
Do 18. godine radio je kao poreznik, tiskarski šegrt i čuvar u zatvoru.
Isprva je nakanio postati učitelj, ali ga je u tom cilju omela Meksička revolucija, kada je Francisco Madero, kao predsjednik svrgnut od strane Victoriana Huerte.
Lázaro se borio u revoluciji i pošteno stekao čin generala. Jedan od ljudi pod kojima je služio bio je kasniji predsjednik Plutarco Elias Calles koji je vladao kao diktator, a njegovi nasljednici su bili njegove marionete.
Godine 1928. Lazaro postaje guverner svoje države Michoacan i tamo ostaje do 1932. godine. Ostao je zapamćen kao reformator, zauzimao se za obrazovanje, gradnju cesta, škola i bolnica, te reformu zemlje i socijalnog osiguranja.
Bio je iskonski ljevičar, a uzor mu je bio Alvaro Obregon, koji je shvatio da je potpora sindikata i ljevice nužna za kontrolu nad republikom.

### Predsjedništvo
Godine 1934. na vlasti je bio Abelardo Lujan Rodriguez, još jedna u nizu Callesovih marioneta.
Na izborima te godine vladajuća stranka PRN izabrala je Lazara za kandidata stranke umjesto drugog političara kojeg je predložio Calles.
Ipak, Calles se složio misleći da će i ovog "predsjednika" moći kontrolirati, kako je radio i prije.
No, to nije bio slučaj. Lazaro je imao karizmu, vodio je kampanju bez tjelohranitelja i oklopnih vozila, pratili su ga samo vozač i tajnik.
Oduševljeni njegovom neustrašivošću, i podučeni njegovom dobrom upravom kao guvernera, narod ga je vrlo rado izabrao. On se pokazao kao izvrstan izbor.
Popevši se na vlast 1. prosinca 1934. godine, prvi je uselio u današnju predsjedničku palaču Los Pinos sa suprugom Amaliom i sinom.
Prijašnje predsjedničko obitavalište pretvorio je u Nacionalni povijesni muzej.
Prva odluka mu je bila da si plaću smanji napola.
Uslijedili su drugi potezi. Ukinuo je smrtnu kaznu, nastavio s agrarnom reformom (podijelio zemlju seljacima), borio se za radničke plaće i pravo na sindikalno udruživanje.
Osnovao je Nacionalni politehnički institut da bi osigurao logistiku za Pemex, državnu naftnu kompaniju.
Nacionalilizirao je naftu u meksičkom tlu i cijelu opremu stranih naftnih kompanija 18. ožujka 1938. godine. Protjerao je Callesa i ostalu bagru u SAD. Lav Trocki dobio je azil u Meksiku, jer je Lazaro želio opovrgnuti optužbe da je staljinist.
Podupirao je republikansku vladu kada je izbio Španjolski građanski rat, a nakon poraza republikanaca 1939. godine, predsjednik Manuel Azaña umro je u Francuskoj pod meksičkom diplomatskom zaštitom. Spasio je desetine tisuća izbjeglica iz Španjolske.
Prodavao je naftu nacističkoj Njemačkoj, ali kasnije je s tim prestao kad su Meksiko i SAD izgladili sve sporove.
Poslao je meksičke vojnike u borbu kad je počeo Drugi svjetski rat.

### Kasnija karijera i smrt
Nakon što je prestao biti predsjednik 1940. godine, služio je kao ministar obrane do 1945. godine. Onda se povlači iz politike, ipak do smrti propovijedajući demokraciju. Njegov sin Cuauhtémoc osnovao je Stranku demokratske revolucije. Sovjetski savez ga je 1955. godine odlikovao Lenjinovom nagradom za mir.
Lazaro Cardenas umro je u Mexico Cityu 1970. godine od raka u dobi od 75 godina.

## Nasljeđe
U Meksiku njegovo ime nosi nekoliko gradova i općina, po jedna ulica u svakom većem gradu, te nekoliko autoputova (kod Guadalajare, Monterreya i Mexicalija). Izvan Meksika njegovo ime nosi jedno esplanade u Beogradu, ulica u Barceloni. Podignut mu je spomenik u Madridu, jer je poslije poraza republikanaca u građanskom ratu pružio utočište mnogima izbjeglima pred Francovom diktaturom.

## Vanjske poveznice
|  | Zajednički poslužitelj ima stranicu o temi Lázaro Cárdenas |